# Elezioni presidenziali negli Stati Uniti d'America del 1896
Le elezioni presidenziali statunitensi del 1896 si svolsero il 3 novembre. La sfida oppose il candidato repubblicano William McKinley e il democratico William Jennings Bryan, appoggiato anche dal Partito Populista. McKinley fu eletto presidente.

## Contesto
Il presidente in carica, il democratico Grover Cleveland, non si ricandidò per un altro mandato, il secondo consecutivo ma terzo in totale, lasciando il Partito Democratico alla ricerca di un candidato. Bryan, un avvocato ed ex deputato al Congresso, suscitò entusiasmo con il suo "discorso della Croce d'oro", in cui reclamava una riforma del sistema monetario e attaccava gli uomini d'affari, indicandoli come la causa della depressione economica in corso. La Convention nazionale dei Democratici rinnegò la politica di Cleveland e nominò Bryan alla quinta votazione. Bryan ottenne anche l'appoggio del Partito Populista, che aveva vinto alcuni Stati nelle elezioni del 1892 e condivideva molti punti programmatici di Bryan. Non volendo seguire Bryan, alcuni Democratici conservatori crearono l'effimero Partito Nazionale Democratico e nominarono candidato il senatore John M. Palmer. McKinley invece fu nominato a grande maggioranza già alla prima votazione nella Convention del Partito Repubblicano.
Con lo scoppio del panico del 1893, gli Stati Uniti erano entrati in una profonda depressione economica, segnata da bassi prezzi, bassi profitti, molta disoccupazione e scioperi violenti. Le questioni economiche erano al centro del dibattito, specialmente le politiche sui dazi doganali e la discussione se mantenere o meno il sistema aureo. McKinley riuscì a coalizzare imprenditori, professionisti, ricchi agrari e operai specializzati, che respingevano la politica favorevole ai lavoratori dell'agricoltura propugnata da Bryan. McKinley ottenne i migliori risultati nelle città e nel Nord Est, nel Midwest del Nord e nella costa Ovest. Il responsabile della campagna elettorale repubblicana, Mark Hanna, introdusse molte novità e fece la prima campagna elettorale moderna, anche grazie all'enorme finanziamento raccolto, circa 3,5 milioni di dollari. Bryan presentò la sua campagna elettorale come una crociata dei lavoratori contro i ricchi, che avevano impoverito gli Stati Uniti con la stretta monetaria e il sistema aureo. L'argento, disse, era abbondante e se usato per l'emissione di moneta avrebbe riportato la prosperità e allo stesso tempo ostacolato lo strapotere dei conglomerati finanziari. Bryan era forte al Sud, nel Midwest rurale e negli Stati delle Montagne Rocciose. La retorica moralista di Bryan e la sua crociata a favore dell'inflazione gli alienarono i conservatori.
Bryan fece intensamente campagna elettorale in tutti gli Stati in bilico del Midwest, mentre McKinley condusse una campagna più tradizionale, per quel tempo, limitandosi a qualche discorso pronunciato di fronte a casa sua. I risultati furono serrati; McKinley ottenne la maggioranza assoluta sia del voto popolare sia dei grandi elettori. Bryan ottenne il 46,7% del voto popolare, mentre Palmer raccolse meno dell'1%. L'affluenza fu molto alta e in alcune zone superò il 90%. Il cambio di strategia del Partito Democratico e la fuoriuscita dei conservatori in materia economica diede a Bryan e alla sua corrente la maggioranza del partito fino agli anni 1920 inoltrati, segnando però anche il dominio del Partito Repubblicano alle elezioni presidenziali fino al 1912.

## Risultati
| Candidati                     | Candidati                               | Partiti                               | Voti       | %     | Delegati |
| Presidente                    | Vicepresidente                          | Partiti                               | Voti       | %     | Delegati |
| ----------------------------- | --------------------------------------- | ------------------------------------- | ---------- | ----- | -------- |
| William McKinley (OH)         | Garret Hobart (NJ)                      | Partito Repubblicano                  | 7 111 607  | 51,03 | 271      |
| William Jennings Bryan (NE)   | Arthur Sewall (ME) Thomas E Watson (GA) | Partito Democratico Partito Populista | 6 509 052  | 46,70 | 176      |
| John McAuley Palmer (IL)      | Simon Bolivar Buckner (KY)              | National Democratic Party             | 134 645    | 0,97  | –        |
| Joshua Levering (MD)          | Hale Johnson (IL)                       | Partito Proibizionista                | 131 312    | 0,94  | –        |
| Charles Horatio Matchett (NY) | Matthew Maguire (NJ)                    | Socialist Labor Party                 | 36 373     | 0,26  | –        |
| Charles Eugene Bentley (NE)   | James Southgate (NC)                    | National Party                        | 13 968     | 0,10  | –        |
| Altri candidati               | -                                       | -                                     | 1 570      | 0,01  | –        |
| Totale                        | Totale                                  | Totale                                | 13 936 957 | 100   | 447      |